# Le Val-d’Ajol
Le Val-d’Ajol település Franciaországban, Vosges megyében. Lakosainak száma 3873 fő (2022. január 1.). Le Val-d’Ajol Saint-Nabord, La Longine, Saint-Bresson, Girmont-Val-d’Ajol, Plombières-les-Bains, Remiremont, Saint-Étienne-lès-Remiremont és Fougerolles-Saint-Valbert községekkel határos.

## Népesség
A település népességének változása:
| Lakosok száma | 3936 | 3896 | 3987 | 3871 | 3857 | 3864 | 3860 | 3861 | 3873 |
|               | 2013 | 2015 | 2016 | 2017 | 2018 | 2019 | 2020 | 2021 | 2022 |